# OGLE-2006-BLG-109Lb
OGLE-2006-BLG-109Lb是一顆距離地球約4920光年的太陽系外行星，在天球上位於人馬座。天文學家於2008年觀測到該行星的母恆星OGLE-2006-BLG-109L的微引力透镜現象，而發現了該行星與另一顆行星OGLE-2006-BLG-109Lc。

## 外部連結
- Britt, Robert Roy. . Space.com. 2008-02-14  [2008-06-27]. （原始内容存档于2012-03-23）.
- . MicroFUN.   [2008-06-27]. （原始内容存档于2012-03-23）.
- Dominik, Martin. . ARTEMiS. 2006-02-11  [2008-06-27]. （原始内容存档于2012-03-23）.
- Overbye, Dennis. . The New York Times. 2008-02-14  [2008-06-27]. （原始内容存档于2015-11-06）.
- Rincon, Paul. . BBC News. 2008-04-06  [2008-06-27]. （原始内容存档于2012-03-23）.